# The Boston Post
The Boston Post var den mest spridda dagliga nyhetstidningen i New England i över hundra år, tills den gick i graven 1956.  Tidningen grundades i november 1831 av två affärsmän från orten, Charles G. Greene och William Beals. 1930 hade tidningen blivit den mest spridda dagstidningen i hela USA, med över en miljon läsare. Under 1940-talet ökade dock konkurrensen, främst från andra tidningar i Boston och de tidningar som gavs ut av William Randolph Hearst i Boston och New York. Den ökade konkurrensen ledde till en tillbakagång som tidningen aldrig kunde hämta sig ifrån. I söndagsnumret bifogades ett separat veckomagasin. Det kallades först för "Sunday Magazine of The Boston Sunday Post" och sedan för "The Boston Sunday Post Sunday Magazine".